# Andrei Bahdanovich
Andrei Bahdanovich (n. 15 octombrie 1987, Jalizava⁠(d), RSS Bielorusă, URSS) este un caiacist ce a reprezentat Belarus, medaliat olimpic. A participat la două ediții ale Jocurilor Olimpice (2008, 2012) în care a câștigat o medalie de aur și o medalie de argint.